# Bigboy Matlapeng
Bigboy Matlapeng, född 4 februari 1958, är en friidrottare från Botswana. Han deltog vid olympiska sommarspelen 1984 och olympiska sommarspelen 1988.